# Hamataliwa nigrescens
Hamataliwa nigrescens là một loài nhện trong họ Oxyopidae.
Loài này thuộc chi Hamataliwa. Hamataliwa nigrescens được Cândido Firmino de Mello-Leitão miêu tả năm 1929.